# Reygade
 Reygade  (en el uso local: Reygades y en occitano Reigadas) es una comuna y población de Francia, en la región de Lemosín, departamento de Corrèze, en el distrito de Tulle y cantón de Mercoeur.
Su población en el censo de 2008 era de 188 habitantes.
Está integrada en la Communauté de communes du Canton de Mercœur.

## Demografía
| 192 | 226 | 210 | 202 | 172 | 161 | 188 |
| Para los censos de 1962 a 1999 la población legal corresponde a la población sin duplicidades (Fuente: INSEE [Consultar]) |     |     |     |     |     |     |